# The Real Booty Babes
The Real Booty Babes er et producerteam fra Tyskland. Gruppen laver Dance/Techno.

## Diskografi

### Studiealbummer
- 2006: Connected
- 2013: Apologized (Best-of-Album)
- 2013: The Best of The Real Booty Babes (Best-of-Album)

### Singler
- 2004: Ready to Go
- 2005: Airport
- 2005: Since U Been Gone
- 2006: It’s a Fine Day / Meet Her at the Loveparade
- 2007: 4Ever
- 2008: Played-a-Live / Derb 08
- 2008: I Kissed a Girl / Do Not Laugh
- 2009: Poker Face / My Funky Tune
- 2009: 3 / Booty Clap
- 2010: Like a Lady / Rock
- 2012: Street Player
- 2013: Love Is Free
- 2016: Ain’t No Party Like This

| Musikgruppe | Spire Denne artikel om en tysk musikgruppe er en spire som bør udbygges. Du er velkommen til at hjælpe Wikipedia ved at udvide den. |